# Вас (Костел)
Вас (словен. Vas) — поселення в общині Костел, регіон Південно-Східна Словенія, Словенія. Висота над рівнем моря: 222,8 м.